# Lumines
Lumines (ルミネス, Ruminesu) est un jeu vidéo développé par le studio japonais Q Entertainment, sorti en 2004 sur PlayStation Portable. Le jeu est édité par Bandai sur le marché japonais et Ubisoft sur le marché européen et nord-américain. Lumines est un jeu d'action-réflexion, une variante de Tetris (1985) et Columns (1990) qui repose sur une bande son interactive. Le jeu est produit par Tetsuya Mizuguchi, le créateur de Space Channel 5 et Rez. Le compositeur Shin'ichi Ōsawa a participé à la bande son.
Publié au lancement de la PSP, le jeu connaît un succès critique et commercial, et donne suite à sept nouvelles versions sur les consoles PlayStation 2, PlayStation 3, PSP, PlayStation Vita, Xbox 360, PC (Windows) et sur téléphones mobiles.

## Système de jeu
Lumines est un jeu de tile-matching,. Au début du jeu, l'écran est vide et des blocs, de 4 cases, de maximum deux couleurs différentes tombent du haut de l'écran à intervalles réguliers. Le but du jeu est de créer des carrés de 4 unités de même couleur durant une « phase laser ». Cette « phase laser » est définie par une ligne verticale qui traverse l'écran de gauche à droite. La vitesse du laser varie en fonction du rythme de la musique jouée.
Il est possible d'obtenir certains bonus de points dont des bonus de multiplication. Lorsqu'il s'active, tous les carrés que vous créerez seront multipliés pendant un laps de temps. On obtient également un bonus de 1 000 point lorsqu'il ne reste plus que des blocs d'une couleur à l'écran, et 10 000 points lorsqu'il ne reste aucun bloc après un balayage du laser.
Le score maximum possible dans le jeu est de 999 999 points.

### Modes
Il existe plusieurs modes de jeu :
- Le mode « défi » est un mode un joueur, ou celui-ci doit faire le plus de carrés possible afin d'avoir le meilleur score. Au cours de la partie, l'apparence graphique (skin) change, indiquant le changement de niveau de difficulté.
- Le mode « skin unique » permet de jouer en mode défi en choisissant un seul et unique mode de difficulté.
- Dans le mode « puzzle » le joueur doit reconstituer une forme avec une même couleur de manière que cette forme soit entourée d'unités de couleur différente.
- Dans le mode « duel console » le joueur affronte une intelligence artificielle à travers différents niveaux ;
- Le mode « duel à deux » permet a des joueurs à portée de s'affronter ;
- Dans le mode « time attack » le joueur doit réaliser le plus de carré possible en un temps imparti.

## Bandes-son
Deux albums de bandes-son basées sur la musique de Lumines : Puzzle Fusion sont produits. Takayuki Nakamura sort un album de remixes, intitulé Lumines Remixes le 9 juin 2005, sur son label Brainstorm. Le premier disque de l'ensemble de deux disques contient 21 pistes et le second 19 pistes. Le deuxième album, Lumines Remastered Original Soundtrack (ルミネス リマスター オリジナルサウンドトラック, Ruminesu Rimasutā Orijinaru Saundotorakku), sort en version numérique le 26 juin 2018, dans le cadre d'un bundle à sortie limitée pour les versions PS4 et Steam de Lumines Remastered,. Limited Run Games met à disposition d'exemplaires d'album double pour une durée limitée le 26 juin 2019, dans le cadre d'un bundle avec les éditions physiques du jeu pour PS4 et Switch.

## Versions
- Lumines Live! sur Xbox 360
- Lumines Online sur Windows
- Lumines Supernova sur PlayStation 3
- Lumines Electronic Symphony sur PlayStation Vita
- Lumines Touch Fusion sur iOS
- Lumines Puzzle and Music sur iOS et Android